# ژولیت بنزونی
ژولیت بنزونی (به فرانسوی: Juliette Benzoni) زادهٔ ۳۰ اکتبر ۱۹۲۰ در پاریس، درگذشته ۷ فوریه در سن-مانده، نویسنده، فیلم‌نامه‌نویس و روزنامه‌نگار زن فرانسوی است.

## زندگی‌نامه
ژولیت بنزونی در محلهٔ سَن‌ژرمن‌دِپره پاریس بزرگ شد. او بعد از ازدواج به شهر دیژون رفت و به تحصیل در رشتهٔ «تاریخ بورگونی» پرداخت. در پی مرگ شوهر، به مراکش رفت و در آنجا برای بار دوم ازدواج کرد. پس از مدتی به فرانسه بازگشت و به روزنامه‌نگاری روی آورد. بنزونی در ۱۹۶۲ نخستین مجموعه داستان خود را با عنوان ملکه‌های تراژیک (Les Reines Tragiques) منتشر کرد. او در کارنامهٔ ادبی خود ۱۷ مجموعه داستان کوتاه و بیش از ۲۰ رمان دارد.
- کاترین (کنتس دوبرزه) ۷ جلد، ترجمهٔ فریده مهدوی دامغانی